# Hello (I Love You)
Hello (I Love You) je třináctý singl britského baskytaristy a zpěváka Rogera Waterse, který je známý jako spoluzakladatel skupiny Pink Floyd. Singl vyšel na jaře 2007 (viz 2007 v hudbě).
Píseň Hello (I Love You) složil Waters společně se skladatelem Howardem Shorem pro rodinný sci-fi film Mimzy. V textu skladby se vyskytují narážky na alba Pink Floyd The Dark Side of the Moon a The Wall a Watersovo sólové album Radio K.A.O.S.. Roger Waters v písni působí jako zpěvák a baskytarista.
Singl vyšel fyzicky pouze na dvanáctipalcové EP desce. Bylo také možné si jej za poplatek stáhnout z internetu.

## Seznam skladeb
1. „Hello (I Love You) (Radio Edit)“ (Waters, Shore) – 4:31
2. „Hello (I Love You) (Album Version)“ (Waters, Shore) – 6:13